# Steffen Peters

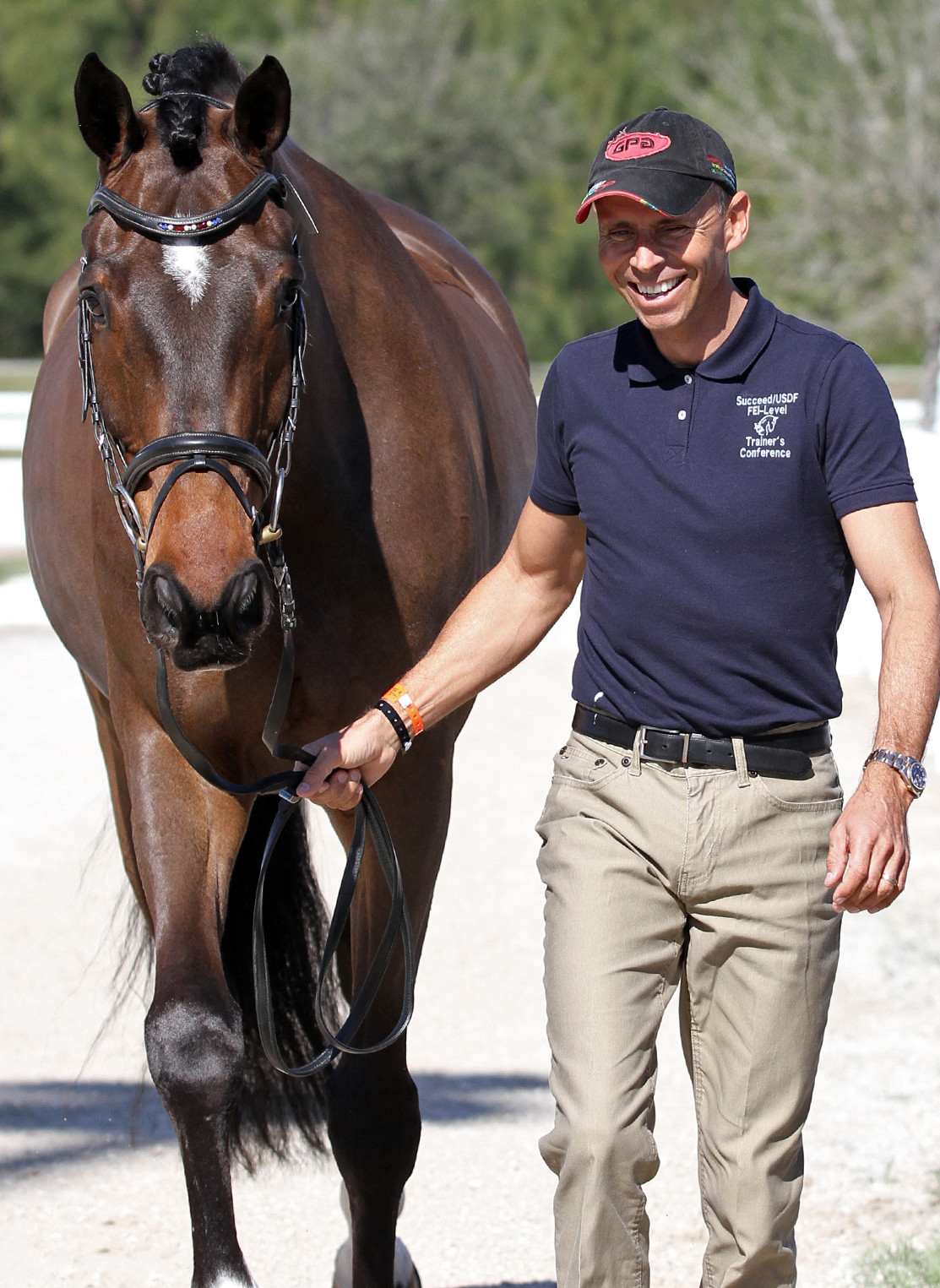
Steffen Peters und Legolas (2013)

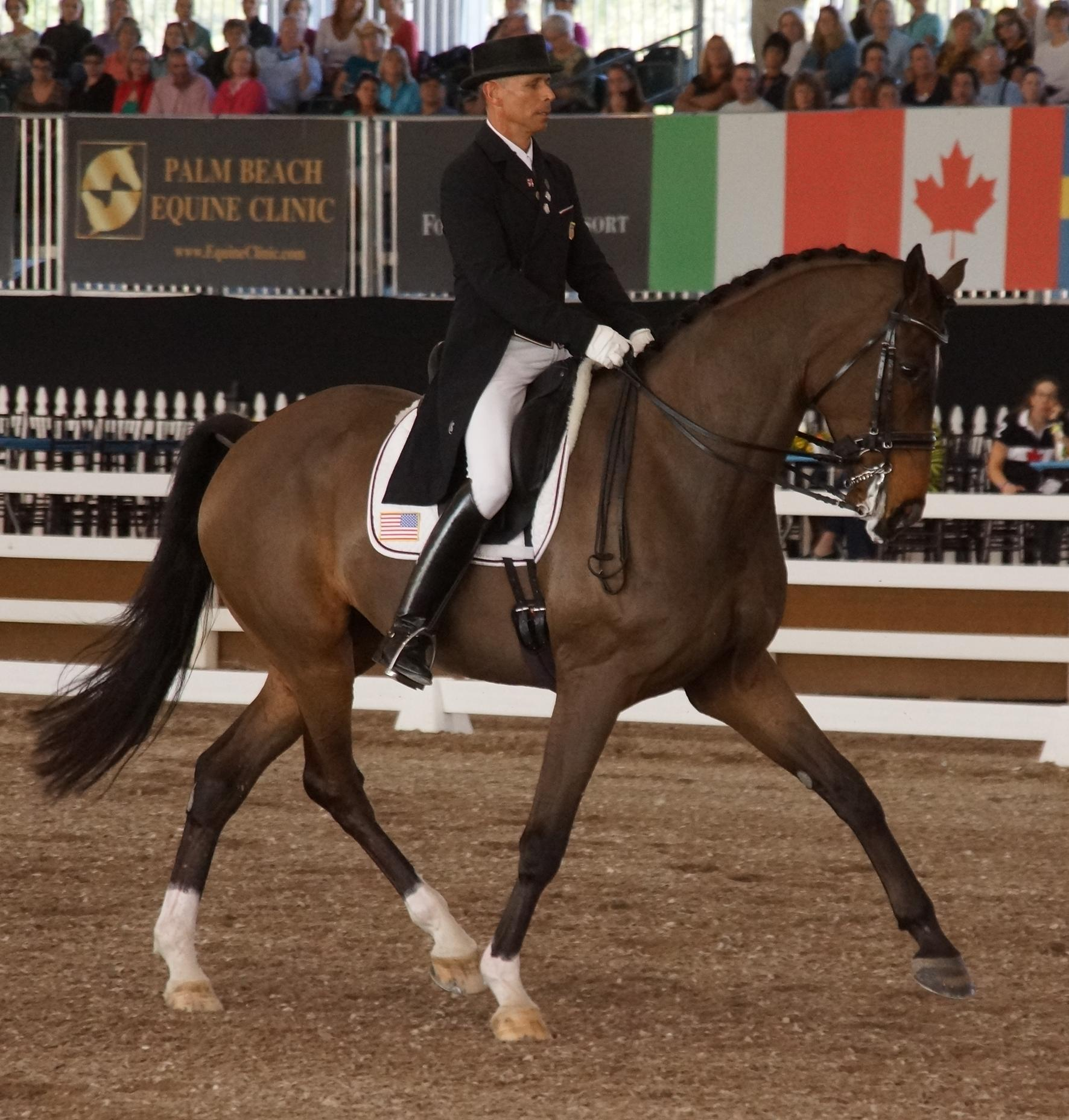
Steffen Peters mit Legolas beim CDI 5* West Palm Beach 2013

Steffen Peters (* 18. September 1964 in Wesel) ist ein US-amerikanischer Dressurreiter deutscher Herkunft.

## Werdegang

### Von Deutschland in die Vereinigten Staaten
Steffen Peters wuchs in Deutschland auf und begann dort im Alter von sieben Jahren mit dem Reiten auf einem eigenen Pony, mit dem er in seiner Freizeit auch bei Dressurshows auftrat. Mit sechzehn Jahren erhielt er das Pferd Udon, auf dem er viele Jahre später Olympiabronze gewann.
Im Reitstall von Johann Hinnemann in Voerde begann er mit dem professionellen Training, wo er die amerikanische Trainerin Laurie Falvo traf. Diese lud ihn zum Training in ihrem Reitstall in San Diego ein, wo er sich im Sommer 1984 aufhielt. Nach der Ableistung seines Grundwehrdienstes in Deutschland übersiedelte er 1985 endgültig nach San Diego, 1992 wurde er amerikanischer Staatsbürger.

### Erfolge
Bei den Olympischen Sommerspielen 1996 gewann er auf Udon mit dem US-Dressurteam die Bronzemedaille und belegte den vierzehnten Rang im Einzelwettbewerb. An den Olympischen Sommerspielen 2004 nahm er als Ersatzreiter für das US-Team teil. Bei den Weltreiterspielen 2006 gewann er Mannschaftsbronze und belegte auf Floriano den vierten Platz in der Einzelwertung.
Bei den Reitwettbewerben in Hongkong im Rahmen der Olympischen Sommerspiele 2008 war er (gemeinsam mit Courtney King und Debbie McDonald) erneut Teil des amerikanischen Dressurteams, wobei er auf Ravel als letzter Reiter des Mannschaftswettbewerbs (14. August) antrat. Das Team belegte den vierten Platz, wurde jedoch später disqualifiziert. Fünf Tage später erreichte Peters auch den vierten Platz im Einzelwettbewerb.
Einen der größten Erfolge seiner Karriere feierte er beim Weltcupfinale 2009 in Las Vegas. Von den Medien als große Überraschung gefeiert, siegte er mit Ravel sowohl in der Einlaufprüfung (Grand Prix de Dressage) als auch in der entscheidenden Grand Prix Kür und wurde damit Weltcupsieger 2008/2009. Mit den Siegen im Grand Prix, im Grand Prix Spécial und in der Grand Prix Kür beim CDIO 5* im Rahmen des CHIO Aachen (alle drei mit Ravel) konnte er seine Erfolgsserie fortsetzen.
Beim Wertungsturnier der World Dressage Masters in Wellington (Florida) im Februar 2010 erreichte er mit Ravel den zweiten Rang, lediglich Anky van Grunsven erreichte mit Salinero ein besseres Ergebnis in der Grand Prix Kür. Auf eine Teilnahme am Weltcupfinale 2010, für das er als Vorjahressieger vorqualifiziert war, verzichtete er im Hinblick auf die Vorbereitung für die Weltreiterspiele 2010 in Lexington (Kentucky).
Bei den Weltreiterspielen 2010 gewann Peters mit Ravel Bronze im Grand Prix Spécial und in der Grand Prix Kür. Zudem erreichte er mit der Mannschaft den vierten Rang. Hocherfolgreich verliefen für Peters auch die Panamerikanischen Spiele 2011. Hier gewann er mit der Mannschaft die Teamwertung (einen Prix St. Georges) und auch die Einzelwertung (bis Intermediaire II) – beides mit Weltino's Magic.
Bei den Olympischen Sommerspielen 2012 kam Steffen Peters mit Ravel in der für die Einzelwertung zählenden Grand Prix Kür mit 77,286 Prozent auf den 17. Rang. Im Grand Prix waren sie noch auf den sechsten, im Grand Prix Spécial noch auf den siebenten Platz gekommen. In der Mannschaftswertung kam die Equipe der Vereinigten Staaten auf der sechsten Rang.
Mit den Olympischen Spielen endete die Karriere von Ravel, der seitdem von seinen Besitzern noch freizeitmäßig geritten wird.
Nachfolger von Ravel im Stall von Steffen Peters wurde der braune Wallach Legolas. Zusammen mit diesem wurde Peters im Juni 2014 US-amerikanischer Meister. Das Weltcup-Finale der Dressur in Las Vegas Mitte April 2015 verlief wenig glücklich für Steffen Peters: Sein Westfale Legolas blutete nach dem Ritt an der Seite, auch die Sporen des Reiters waren blutig. Daraufhin wurde Peters disqualifiziert. Deutlich besser lief für Steffen Peters mit Legolas die Panamerikanischen Spiele 2015, wo er im Einzel die Goldmedaille gewann und auch mit der Equipe der Vereinigten Staaten Mannschaftsgold holte.
Im August 2009 belegte er in der (pferdebezogenen) FEI-Weltrangliste Dressur mit Ravel den zweiten Rang.

### Auszeichnungen
Steffen Peters ist mehrfacher Träger des Titels "Equestrian of the Year" der United States Equestrian Federation, diese Auszeichnung wurde ihm 2008, 2009 und 2011 zuteil.